# Agrypon minisculum
Agrypon minisculum là một loài tò vò trong họ Ichneumonidae.